# دنیل کوایه
دنیل کوایه (انگلیسی: Daniel Quaye؛ زادهٔ ۲۵ دسامبر ۱۹۸۰) یک بازیکن فوتبال اهل غنا است.
وی همچنین در تیم ملی فوتبال غنا بازی کرده‌است.